# 그릴 (자동차)

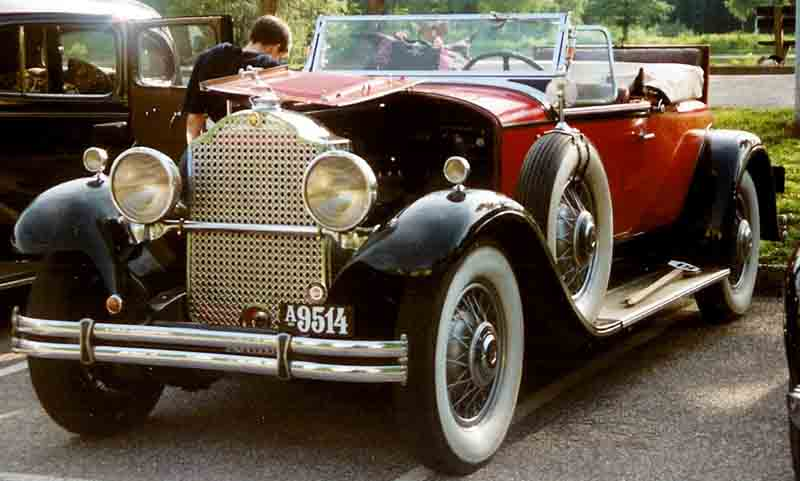
1930년 패커드 에이트 로드스터에 설치된 자갈 보호막

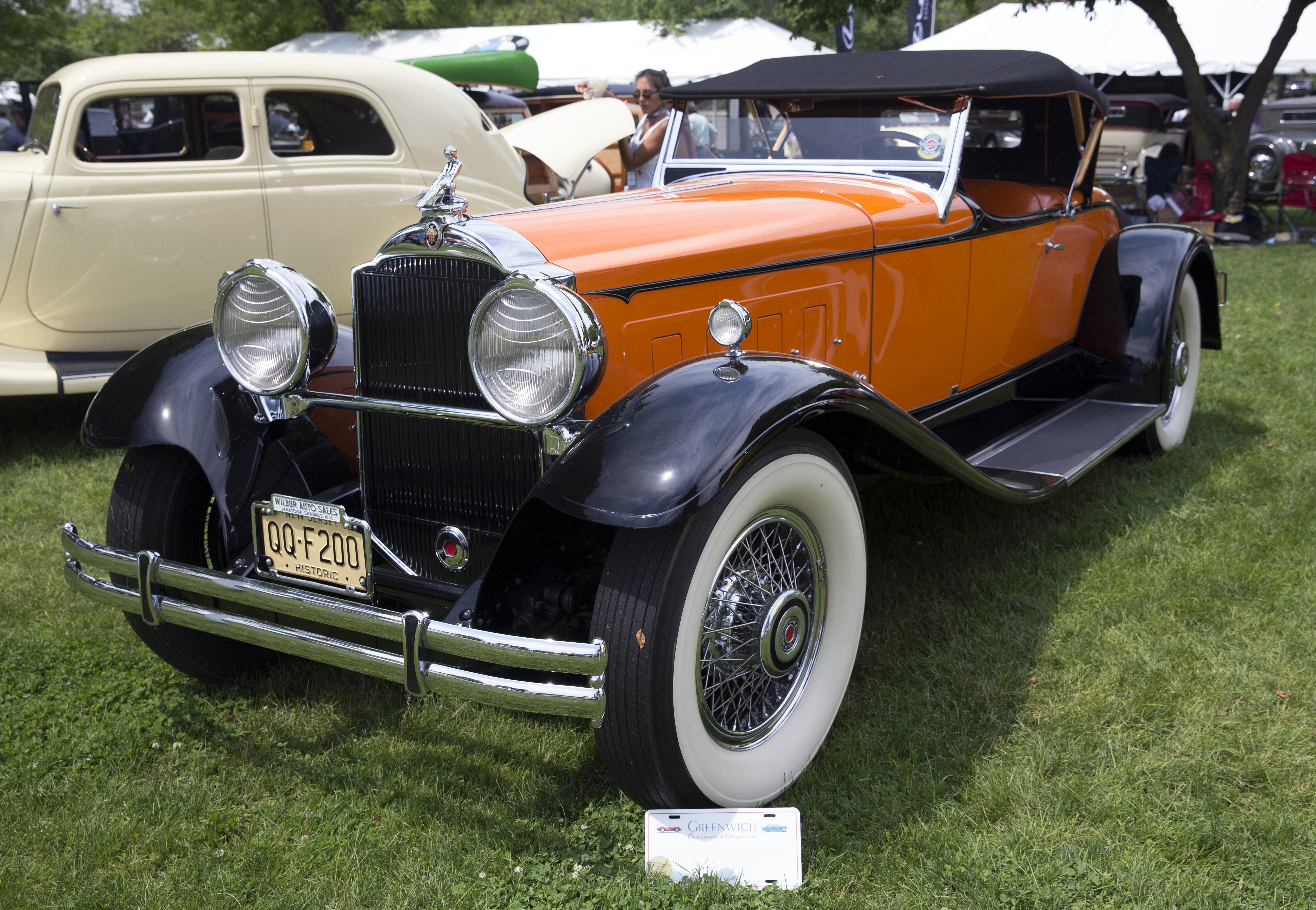
자갈 보호막이 없는 1930년 패커드 스탠다드 에이트 로드스터

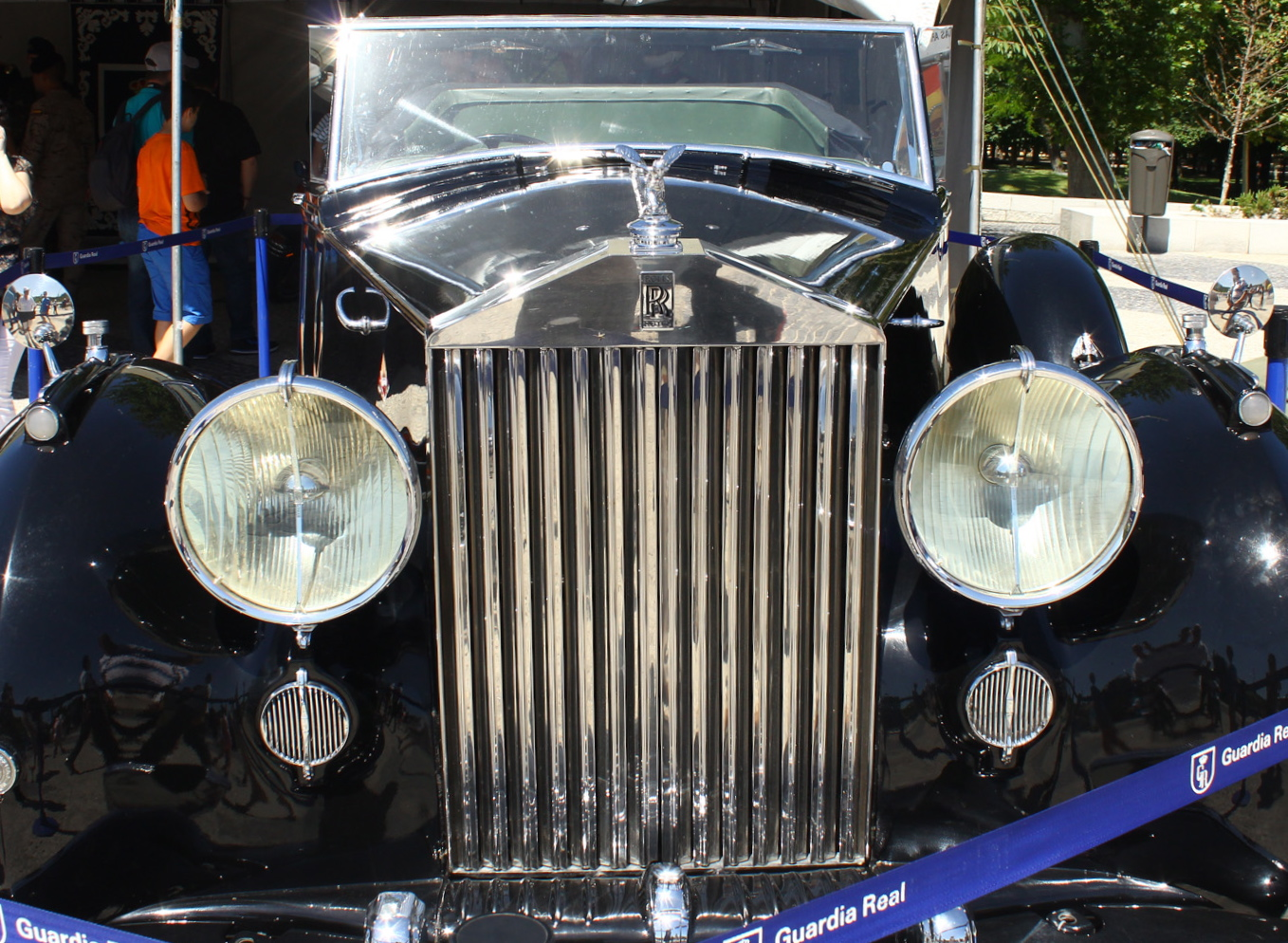
상징적인 파르테논 신전 스타일의 라디에이터 그릴이 적용된 1952년 롤스로이스 팬텀 IV. 상단과 전면 표면은 완전히 평평해 보이지만 실제로는 수천분의 1인치 정도 볼록하여 고대 그리스인들로부터 배운 디자인 원칙에 따라 평평하게 보인다.

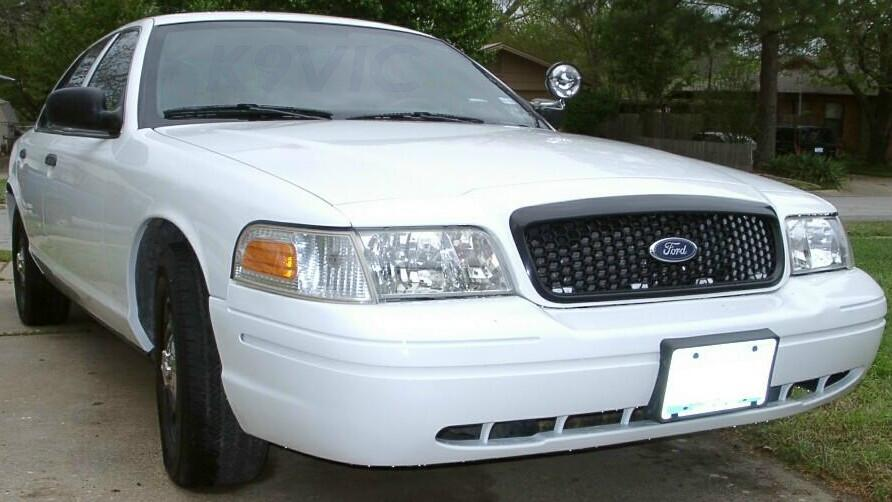
크라운 빅토리아 폴리스 인터셉터의 검은색 벌집 그릴

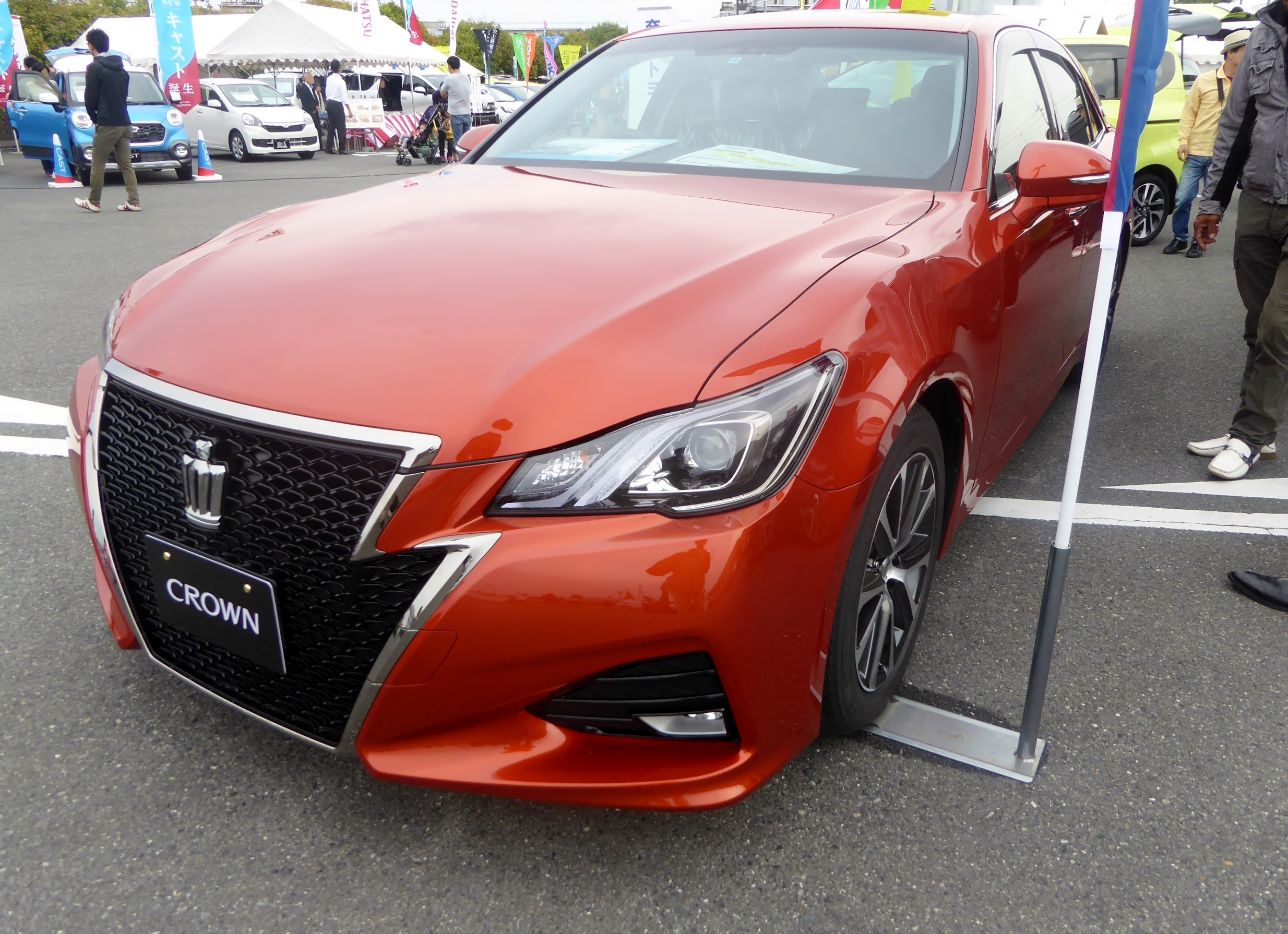
토요타 크라운의 스타일리시한 "크라운" 그릴

자동차공학에서, 그릴(영어: Grille)은 공기가 차량 내부로 들어오거나 나가도록 차량 본체의 개구부를 덮는 것을 말한다. 대부분의 차량은 라디에이터를 보호하기 위해 차량 전면에 그릴을 장착한다. 메리엄-웹스터는 그릴을 "장애물이나 스크린을 형성하는 격자; 특히 자동차 앞부분의 장식용 격자"로 정의한다. '그릴(grille)'이라는 단어는 종종 '그릴(grill)'로 잘못 표기되는데, 이는 요리 방식을 의미한다. 그 외의 흔한 그릴 위치로는 전면 범퍼 아래, 바퀴 앞(브레이크 냉각용), 실내 환기용 카울, 또는 후면 데크 리드(후륜구동 차량의 경우) 등이 있다. 그릴은 1930년대 초반까지 일반적으로 자동차에 사용되던 노출형 라디에이터를 보호하기 위해 설치되었던 자갈 보호막에서 진화했다.

## 디자인
자동차의 전면 페시아는 구매자를 유인하는 데 중요한 역할을 한다. 그릴의 주된 기능은 자동차의 라디에이터에 냉각 공기를 공급하는 것이다. 그러나 차량의 외형은 "디자인 기능이 실제로 어떤 기능을 수행하는지보다 훨씬 더 중요하다." 차량 전면의 주요 시각적 구성 요소 중 하나인 "영감을 받은 그릴 디자인은 자동차를 매력적으로 만들고, 자동차 제조사의 역사와 명성에 연결하여 정체성을 형성한다."
현재 대형 그릴은 주로 미적인 목적을 가지고 있다. 그릴은 종종 독특한 스타일링 요소이며, 많은 자동차 제조사가 이를 주요 브랜드 식별자로 사용한다. 예를 들어, 지프는 7개의 바(bar) 그릴 스타일을 상표로 등록했다.
롤스로이스는 그릴 바를 수작업으로 배열하여 완벽하게 수직으로 보이도록 하는 것으로 유명하다. 그릴 스타일링으로 유명한 다른 제조사로는 부가티의 말굽 형태, BMW의 분할된 신장 형태, 로버의 크롬 "이빨", 미쓰비시의 2008년 랜서와 랜서 에보 X에 적용된 전방으로 쓸어 올린 듯한 전투기 스타일 그릴, 닷지의 크로스바, 알파 로메오의 6개 바 실드, 볼보의 슬래시바, 닛산의 사다리꼴 크롬 테두리, 마쓰다의 로터리 엔진 모양, 아우디의 비교적 새로운 소위 단일 프레임 그릴, 폰티액의 분할 수평 그릴과 후기 플리머스의 계란 상자 그릴, 그리고 렉서스의 스핀들형 그릴이 있다. 특이한 1971년 플리머스 바라쿠다 그릴은 치즈 그레이터로 알려져 있다. 포드의 2006년 퓨전에 처음 도입된 3개 바 그릴 또한 독특한 특징이 되었다. 오랫동안 공랭식 자동차를 제조해 온 포르쉐는 그 유산을 계승하여 현대 수랭식 차량에서도 "그릴"의 존재감을 최소화하고 있다.
그 반대의 스타일링 패턴도 나타난다. 1930년대 후반부터 캐딜락은 표준 그릴 형태가 없었기 때문에 매년 자동차를 새롭게 보이게 하는 간단한 방법으로 수평 바 패턴을 다양한 교차 해치 패턴으로 번갈아 사용했다. 때로는 그릴 바에 일종의 유행이 나타나기도 한다. 예를 들어, 제2차 세계 대전 이후 초기 몇 년 동안 많은 미국 자동차 제조사들은 일반적으로 더 적고 두꺼운 그릴 바로 전환했다.
빌릿 그릴은 기존 OEM 그릴의 스타일이나 기능을 향상시키는 데 사용되는 애프터마켓 부품이다. 일반적으로 빌릿, 즉 단단한 바 재고 항공기 등급 알루미늄으로 만들어지지만, 일부는 알루미늄 한 장을 CNC 가공하여 제작하기도 한다.
액티브 에어 플랩 시스템은 현대모비스가 2021년 6월 17일에 개발했다. 기존 라디에이터 그릴을 기반으로, 그릴 자체가 냉각수 온도에 따라 움직이도록 진화했다. 엔진 냉각수 온도가 높을 때는 에어 플랩이 열려 공기 흡입을 통해 냉각 효율을 높인다. 반대로 온도가 낮아지면 에어 플랩이 자동으로 닫혀 공기 저항을 줄여 연비와 전력 소비를 높인다.
개조차를 만드는 사람들은 자동차를 개인화하는 과정에서 당연히 그릴을 변경하며, 예를 들어 다른 제조사의 그릴 바를 가져다 사용하기도 한다. 심지어 가정용 환기용으로 판매되는 무늬 있는 구멍이 뚫린 판금까지 개조차의 그릴 개구부를 채우는 데 사용되기도 한다.

### 전기차
자동차 시장에 전기차(EV)가 등장하면서 그릴 디자인에 대한 근본적인 재평가가 이루어졌다. 전기 모터는 기존 내연기관에 비해 전면 통풍 냉각이 거의 필요 없기 때문이다. 그럼에도 불구하고, 그릴이 자동차 전면을 지배할 것이라는 고객의 기대는 닛산과 같은 회사들이 초기 그릴 없는 모델에 대한 소비자 반응이 엇갈리자 장식용 그릴을 전기차 디자인에 다시 통합할 정도로 강력하다는 것이 입증되었다. 전통적인 전면 그릴에 대한 시각적 참조를 완전히 없앤 디자인은 테슬라나 리비안과 같이 전기차만을 전문으로 생산하는 신생 자동차 제조사에서 나오는 경향이 있다. 이 회사들은 그릴에 대한 확고한 역사적 브랜드 언어가 없기 때문이다.

## 그릴 종류
차체 장착 위치별:
- 라디에이터 그릴 (전방 엔진 차량);
- 루프 또는 트렁크 그릴 (후륜구동 차량);
- 범퍼 스커트 그릴 (전면 및 후면);
- 펜더 그릴 (브레이크 환기 덕트 커버);
- 후드 스쿱 그릴 (인터쿨러 공기 흐름 허용)

### 스타일별
미국 애프터마켓 리스타일링 산업은 두 가지 주요 그릴 스타일을 정의한다.
- OEM 공장 스타일 그릴 – 이러한 그릴은 자동차 제조사에서 생산한 것과 차이가 없다.
- 커스텀 스타일 – 소량 생산되며 다양한 재료를 사용한다.

### 고정 방식별
- 볼트 오버 스타일

이 설치 방법은 빌릿 그릴을 기존 OEM 플라스틱 그릴 위에 단순히 볼트로 고정하는 방식이다. 이 방법은 OEM 그릴 쉘을 드릴링하거나 절단할 필요가 없다. 숨겨진 볼트, 브래킷 및 클램프를 사용하여 간단하게 설치한다. 단점은 교체형 스타일만큼 깔끔하지 않을 수 있다는 점인데, 그 아래에 OEM 그릴이 여전히 보이기 때문이다. 볼트 오버 설치는 30분 이상 걸리지 않는다.
- 교체 스타일

OEM 그릴을 먼저 제거한 다음, 교체 빌릿 그릴을 OEM 그릴 대신 장착해야 한다. 이 방법은 드릴링 및 경우에 따라 절단이 필요하다. 그릴 제조사에서 설치 지침을 제공하지만, 여전히 어려운 작업이다.

### 역사

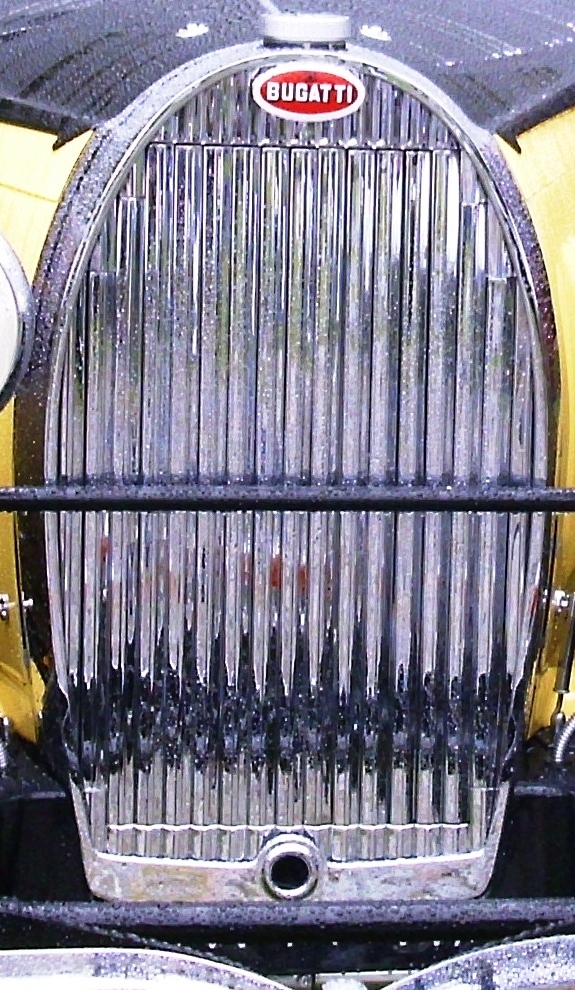
1934년 부가티 타입 57 스텔비오 라디에이터 그릴

자동차의 그릴은 수년 동안 다양한 디자인으로 변화해 왔다. 이 특징은 1903년에 처음 자동차에 나타났다. 몇 년 후, 아치형 디자인이 흔해졌고 오랫동안 자동차 그릴의 표준 디자인이 되었다. "분할" 그릴 디자인은 1923년 알파 로메오 스포츠카에서 처음 나타났다.
1930년대와 1940년대에 자동차 제조사들은 그릴 디자인에 창의력을 발휘했다. 이러한 디자인 중 일부는 종 모양(뷰익, 쉐보레, 폰티액), 분할되어 약간 접힌 형태(실버 애로우, 머큐리, 1946년 올즈모빌), 십자형(전쟁 전 스튜드베이커 챔피언 모델, 1941년 캐딜락, 1942년 포드)이었고, 패커드, 롤스로이스, MG-TC 모델 등 일부는 여전히 이전의 아치형 디자인을 따랐다.
그릴은 제2차 세계 대전 이후 새로운 모습을 띠게 되었다. 1947년 뷰익, 스튜드베이커, 카이저의 도입 이후, 그릴은 디자인 변화에 맞춰 더 짧고 넓어졌다.

## 같이 보기
- 바텀 브리더 - 그릴이 없는 차량
- 디퓨저 (자동차)
- 자동차 부품 목록